# Вда (Поморське воєводство)
Вда (пол. Wda) — село в Польщі, у гміні Любіхово Староґардського повіту Поморського воєводства.
Населення — 467 осіб (2011).
У 1975-1998 роках село належало до Гданського воєводства.

## Демографія
Демографічна структура станом на 31 березня 2011 року:
|          | Загалом | Допрацездатний вік | Працездатний вік | Постпрацездатний вік |
| -------- | ------- | ------------------ | ---------------- | -------------------- |
| Чоловіки | 240     | 58                 | 153              | 29                   |
| Жінки    | 227     | 48                 | 129              | 50                   |
| Разом    | 467     | 106                | 282              | 79                   |